# 小石元瑞

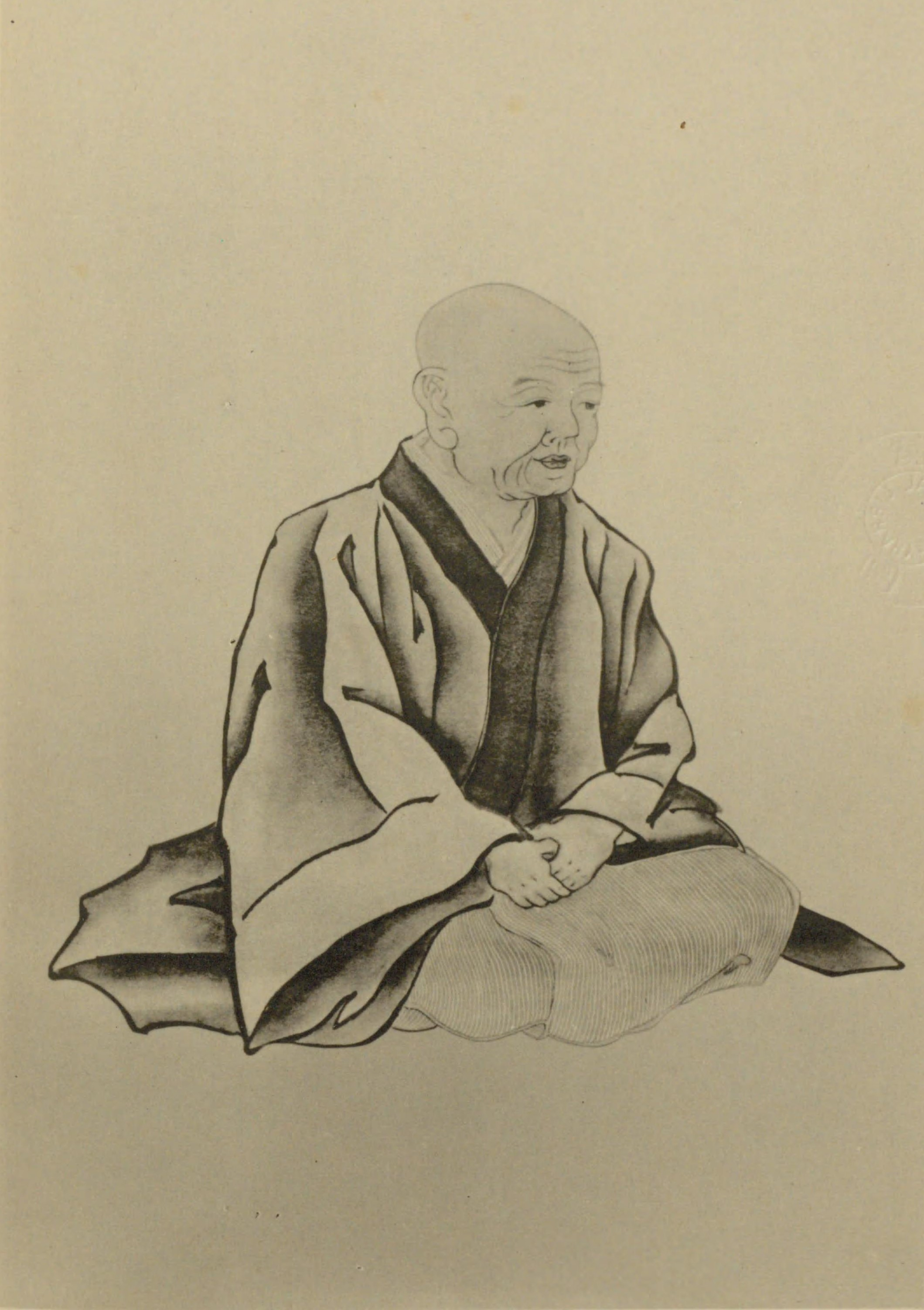
藤浪剛一『医家先哲肖像集』より小石元瑞

小石 元瑞（こいし げんずい、天明4年11月20日（1784年12月31日） - 嘉永2年2月10日（1849年3月4日））は、江戸時代後期の蘭学者、蘭方医。新宮凉庭とともに京都の二大蘭方医と称揚される。父は医師小石元俊。
名は龍または橘龍、字を矼軒。号は檉園・蘭斎・秋巖仙史・拙翁・用拙居・用拙居主人・松芝老人・五竹茶寮など。京都の人。

## 略歴
元瑞は病弱だったが父元俊に厳しく育てられ、幼少期には大坂にて篠崎三島の梅花塾に入門し経学を修める。父とともに慈雲に参禅している。
16歳で江戸に下り、杉田玄白・大槻玄沢・宇田川玄随などに就いて蘭学・医学を学んだ。京都に戻ると漢蘭折衷医となり、父より医学塾究理堂を引き継いだ。延べ患者数1万人以上、門弟千人にも達したという。
医業の傍ら漢詩・書・煎茶・茶の湯などに親しみ、青木木米・田能村竹田・浦上春琴・山本梅逸・小田海僊・頼山陽・篠崎小竹・細川林谷・市河米庵を始め、多くの文人と交友した。とりわけ頼山陽の理解者となり公私に亘り支援した。小石家の下女であった梨影を養女としたのち山陽に嫁がせている。また山陽の義妹を自らの妻とした。
享年68。墓所は大徳寺孤蓬庵。法号は三秀軒檉翁宗竜居士。

## 著作
- 『檉園随筆』
- 『東西医説析義』
- 『梅毒秘説』
- 『薬性摘要』
- 『蘭訳分量考』
- 『西説痘瘡記聞』
- 『究理堂備用方符』
- 『窮理堂誡論』
- 『処治録』